# Bernhard Uehleke

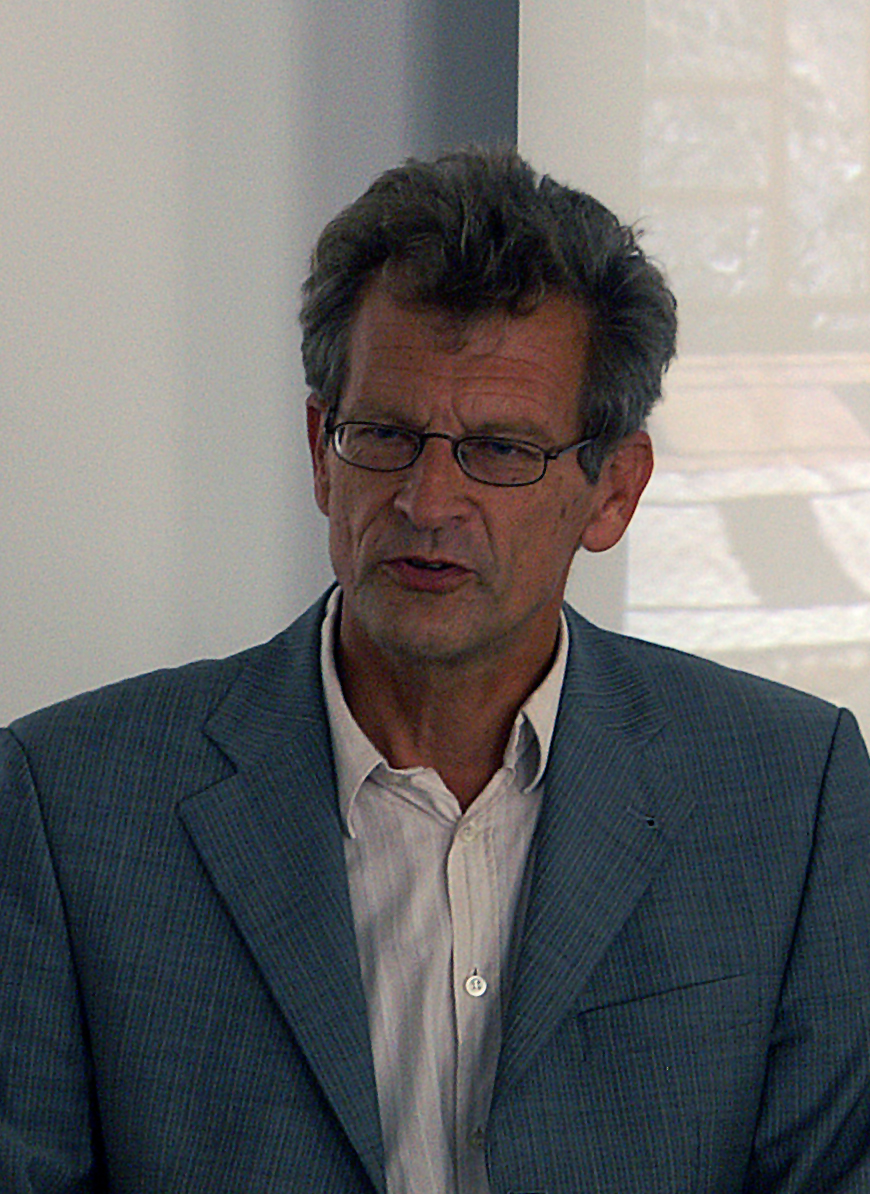
Bernhard Uehleke auf einem Symposium im Kloster Oberzell (Oktober 2014).

Bernhard Uehleke (* 7. März 1956 in München) ist ein deutscher Mediziner und Medizinhistoriker mit den Arbeitsschwerpunkten Naturheilkunde und Phytotherapie, der nach mehreren Stationen in der Wirtschaft nun als Hochschullehrer und Autor tätig ist.

## Leben
Nach dem Abitur 1974 studierte Uehleke an der Universität Tübingen Physik bis zur Diplomprüfung sowie Medizin bis zum medizinischen Staatsexamen.
Anschließend wurde er 1981 bei Otto E. Rössler (Institut für Physikalische und Theoretische Chemie) mit einer Arbeit über das Chaos in einem stückweise linearen System promoviert. Ebenfalls in Tübingen erfolgte 1982 die Promotion zum Dr. med. in Medizinischer Biometrie. Durch Fernstudium erlangte er 1995 noch den Abschluss zum Diplom-Kaufmann.
Von 1982 bis 1984 war er wissenschaftlicher Referent der Winthrop Arzneimittel GmbH in Neu-Isenburg, von 1985 bis 1987 hatte er die kommissarische medizinische Gesamtleitung beim selben Unternehmen in Norderstedt inne. Danach wechselte er als Leiter Gastroenterology Research & Information zu Kali Chemie nach Hannover. 1989 übernahm er den Aufbau der Forschung zu Sebastian Kneipp in Bad Wörishofen und leitete diese bis 1992. Von 1990 bis 1995 und erneut seit 2001 war Uehleke auch Mitglied der Kommission E am Bundesgesundheitsamt bzw. BfArM, außerdem auch der für Balneologie zuständigen Kommission B8.
Ab 1991 war Uehleke in Würzburg tätig, so als Allein-Lehrbeauftragter für das Stoffgebiet Naturheilkunde an der Universität und in der Wirtschaft als medizinischer Leiter der Kneipp-Werke. Nebenberuflich arbeitete er auch im Institut für Geschichte der Medizin im Themenbereich Klostermedizin und als Habilitand über die Geschichte der Naturheilkunde. Im Jahr 1998 war er an einem medizinhistorischen Workshop zur Geschichte der Naturheilverfahren beteiligt. Er gehört zum erweiterten Kreis der Forschergruppe Klostermedizin und ist Mitautor des Handbuchs der Klosterheilkunde, das 2002 erstmals erschienen ist und mittlerweile in mehrere osteuropäische Sprachen übertragen wurde.
Nach einem Intermezzo von 2000 bis 2001 an der Universität Rostock als Arbeitsgruppenleiter der Phytopharmakologie, wo er das Wechselwirkungspotenzial von Johanniskraut untersuchte, wurde er 2001 Forschungskoordinator der Abteilung Naturheilverfahren an der Freien Universität bzw. Charité in Berlin. Von 2007 bis 2011 war Uehleke zudem Senior Researcher bzw. Assistenzarzt in der Abteilung für Naturheilverfahren im Universitätsspital Zürich, ab 2011 Professor für Phytopharmakologie und Phytotherapie an der Hochschule für Gesundheit und Sport in Berlin.
Uehleke ist und war Vorstandsmitglied wissenschaftlicher Gesellschaften wie der Deutschen Gesellschaft für Pharmazeutische Medizin (DGPharMed e. V.), der Gesellschaft für Phytotherapie, im Kneippärztebund, der Europäischen Gesellschaft für Klassische Naturheilverfahren, der Ärztegesellschaft für Naturheilverfahren Berlin-Brandenburg und der International Society for Medical Hydrology and Climatology. Er ist Mitherausgeber der Zeitschrift für Phytotherapie, wo er die regelmäßige Rubrik „Forschung kompakt“ hat. Er ist Autor zahlreicher wissenschaftlicher Publikationen, vor allem aus den Gebieten „Phytoäquivalenz“, Traditionelle Europäische Medizin (TEM) und entwickelte ein statistisches Vorgehen zur Einschätzung der „Trefferquote“ von Indikationsangaben in historischen Kräuterbüchern.

## Schriften (Auswahl)
- mit Hans-Dieter Hentschel: Gesund leben mit Kneipp. Verlag Ehrenwirth, München 1999. ISBN 3-431-03525-6.
- mit Johannes Gottfried Mayer und Kilian Saum: Handbuch der Klosterheilkunde. ZS-Verlag Zabert Sandmann, München 2002. ISBN 3-89883-226-0.
- Ideengeschichtliche und begriffliche Vorläufer der „Naturheilkunde“ im 17. und 18. Jahrhundert. In: Dominik Groß & Monika Reininger (Hrsg.): Medizin in Geschichte, Philologie und Ethnologie. Festschrift für Gundolf Keil. Königshausen und Neumann, Würzburg 2003. ISBN 3-8260-2176-2.
- mit Johannes Gottfried Mayer und Kilian Saum: Fasten nach der Klosterheilkunde. ZS-Verlag Zabert Sandmann, München 2004. ISBN 3-89883-087-X
- mit Johannes Gottfried Mayer und Kilian Saum: Die kleine Klosterapotheke. ZS-Verlag Zabert Sandmann, München 2005. ISBN 3-89883-118-3.
- mit Hans-Dieter Hentschel: Das große Kneipp-Gesundheitsbuch. Haug Sachbuch, 3. überarbeitete Auflage 2006. ISBN 3-8304-2226-1.
- Naturheilverfahren und «Traditionelle Europäische Medizin» TEM: Ergebnisse einer Experten-Umfrage (Delphi-Methode). In: Schweizerische Zeitschrift für Ganzheitsmedizin / Swiss Journal of Integrative Medicine. Bd. 19, Nr. 4, 2007. ISSN 1663-7607. S. 199–203.
- mit Hans-Wolfgang Hoefert: Komplementäre Heilverfahren im Gesundheitswesen. Analyse und Bewertung. Huber, Bern 2009, ISBN 978-3-456-84700-9.
- als Herausgeber mit Hans-Wolfgang Hoefert und Andreas Michalsen: Komplementärmedizin im Krankenhaus. MWV Medizinisch Wissenschaftliche Verlagsgesellschaft, Berlin 2012. ISBN 978-3-941468-66-5.
- mit Johannes Gottfried Mayer und Kilian Saum: Das große Buch der Klosterheilkunde. ZS-Verlag Zabert Sandmann, München 2013. ISBN 978-3-89883-343-1.
- mit Thomas Pfister, Reinhard Saller u. a.: Heilkräuter im Garten: pflanzen, ernten, anwenden. Haupt, Bern 2014. ISBN 978-3-258-07830-4.